# وشه دره (صاحب سقز)
قرية وشه دره (بالكردية: وەشەدەرە) هي إحدى القرى التابعة لـصاحب في ريف قسم زيويه من مقاطعة سقز، في محافظة كردستان الإيرانية.

## السكان
حسب إحصاءات سنة 2006، بلغ إجمالي السكان في وشه دره 235 نسمة وعدد المساكن 54 مسكن. لغة سكان وشه دره هي اللغة الكردية و هم من أهل السنة والجماعة والمذهب الشافعي.